# 2004 HD79
2004 HD79 est un objet transneptunien de la famille des cubewanos. 

## Caractéristiques
2004 HD79 mesure environ 319 km de diamètre.